# Chambérat
Chambérat település Franciaországban, Allier megyében. Lakosainak száma 279 fő (2022. január 1.). Chambérat Archignat, La Chapelaude, Courçais, Huriel, Mesples, Saint-Sauvier és Viplaix községekkel határos.

## Népesség
A település népességének változása:
| Lakosok száma | 474  | 350  | 332  | 312  | 322  | 312  | 305  | 301  | 294  | 279  |
|               | 1968 | 1982 | 1990 | 2006 | 2013 | 2015 | 2017 | 2019 | 2020 | 2022 |